# Hans De Clercq
Hans De Clercq (Deinze, 3 de marzo de 1969) es un antiguo ciclista belga, que tras su retirada realizó las funciones de director deportivo para el conjunto Topsport Vlaanderen-Baloise.

## Palmarés
1990
- Flecha Flamenca

1992
- 1 etapa del Circuito Franco-Belga

1998
- 1 etapa del Circuito Franco-Belga

2000
- Bruselas-Ingooigem

2001
- Clásica Haribo
- 1 etapa de la Tres Días de La Panne

## Resultados en las grandes vueltas
| Carrera         | 1996 | 1997 | 1998 | 1999 | 2000 | 2001  | 2002  | 2003  | 2004 |
| --------------- | ---- | ---- | ---- | ---- | ---- | ----- | ----- | ----- | ---- |
| Giro de Italia  | -    | -    | -    | -    | -    | 126.º | -     | -     | -    |
| Tour de Francia | -    | -    | -    | -    | -    | -     | 145.º | 147.º | -    |
| Vuelta a España | -    | -    | -    | -    | -    | -     | -     | -     | -    |
| Mundial en Ruta | -    | -    | -    | -    | -    | -     | -     | -     | -    |